# William (The X-Files)
«William» es el decimosexto episodio de la novena temporada de la serie de televisión estadounidense de ciencia ficción The X-Files, que se emitió originalmente en la cadena Fox el 28 de abril de 2002. El guion del episodio fue escrito por el creador de la serie Chris Carter, a partir de una historia de la ex estrella de la serie David Duchovny, Carter y el productor ejecutivo Frank Spotnitz; la entrada fue dirigida por Duchovny. «William» ayuda a explorar la mitología general de la serie. El episodio recibió una calificación Nielsen.de 5,8, siendo visto por 6,1 millones de hogares y 9,3 millones de espectadores en su emisión inicial. Recibió críticas mixtas de los críticos de televisión, muchos de los cuales no estaban contentos con la conclusión del episodio.
El programa se centra en agentes especiales del FBI que trabajan en casos vinculados a lo paranormal, llamados espedientes X; esta temporada se centra en las investigaciones de John Doggett (Robert Patrick), Mónica Reyes (Annabeth Gish) y Dana Scully (Gillian Anderson). En este episodio, Doggett encuentra a un hombre extraño y desfigurado (Chris Owens) en la oficina de los expedientes X y, a su antojo, le hacen una prueba de ADN. Se enteran de que el hombre comparte ADN con Fox Mulder (Duchovny), y posiblemente incluso sea él. Las respuestas se vuelven aún más sorprendentes cuando el hijo de Scully, el bebé William, está en juego.
«William» marcó el regreso de David Duchovny a la serie, luego de su partida tras el final de la octava temporada «Existence». La génesis del episodio fue una historia que Duchovny había desarrollado durante la octava temporada de la serie; originalmente presentó una idea en la que una persona misteriosamente desfigurada se presentaba a Scully y admitía que tenía una conexión con Mulder. A Chris Owens, cuyo personaje Jeffrey Spender había sido asesinado previamente en el episodio de la sexta temporada «One Son», se le pidió que regresara a la serie para el episodio.

## Argumento
En el avance, una pareja, los Van De Kamp (Adam Nelson y Shannon Hile), adoptan al hijo pequeño de Dana Scully (Gillian Anderson), William (James y Travis Riker). El episodio luego retrocede una semana. Scully saca a William de su auto mientras un hombre desconocido (Chris Owens) los observa. Más tarde, John Doggett (Robert Patrick) es atacado en la oficina de los expedientes X por el mismo hombre. Después de una lucha, Doggett lo somete. Se revela que su rostro está horriblemente desfigurado.
Más tarde, Scully habla con el hombre. Afirma que recibió sus quemaduras debido a pruebas extraterrestres y que conocía a Fox Mulder (David Duchovny). Además, explica que fue enviado al FBI para recuperar ciertos archivos. Scully sospecha que el hombre está mintiendo, pero pide examinar sus quemaduras para investigar sus extrañas afirmaciones. Señala que son el resultado de una inyección que no logró transformarlo en uno de los extraterrestres. El hombre afirma que se ha formado una nueva conspiración después de que la anterior fue destruida; la nueva está oculta dentro del gobierno y los conspiradores involucrados son extraterrestres. Doggett teoriza que el hombre es en realidad Mulder. Scully lleva al hombre a su casa para darle los archivos que busca. De repente, William comienza a llorar, solo para calmarse cuando el hombre con cicatrices lo levanta. Mientras tanto, Walter Skinner (Mitch Pileggi) se encuentra con Doggett y los dos discuten la idea de que el hombre es en realidad Mulder. Skinner señala las inconsistencias en el razonamiento de Doggett, pero de todos modos se realiza una prueba de ADN.
El hombre con cicatrices le dice a Scully que William es en parte un extraterrestre y que la están utilizando para criar al niño. Mónica Reyes (Annabeth Gish) y Doggett le dicen a Scully que el ADN del hombre coincide con el de Mulder, pero Scully se niega a creerlo. Mientras los tres hablan, el hombre con cicatrices se desliza silenciosamente en la habitación de William con una jeringa. Aunque el llanto de William alerta a los agentes, el hombre con cicatrices logra escabullirse de la habitación antes de que alcancen a William. Reyes y Scully llevan al bebé al hospital y Doggett descubre la jeringa del hombre. El médico informa que William está bien excepto por una cantidad elevada de hierro en la sangre. En el interrogatorio, Scully confronta al hombre con cicatrices sobre sus motivos. Se revela que en realidad es Jeffrey Spender, un exagente del FBI supuestamente asesinado por el fumador (William B. Davis) tres años antes. Spender también es medio hermano de Mulder. Spender admite que sus acciones fueron una artimaña y que la jeringa contenía magnetita destinada a hacer que William fuera normal. Explica que los extraterrestres necesitan al niño para invadir con éxito el mundo, pero ahora lo han perdido. Sin embargo, señala que los conspiradores siempre perseguirán al niño, a pesar de lo que haya hecho. Spender dice que actuó por odio a su padre, ya que la nueva conspiración fue creada por el fumador después de que los rebeldes extraterrestres quemaran al grupo original.
Scully reflexiona sobre las palabras de Spender y decide que la única forma de proteger verdaderamente a William es darlo en adopción para que pueda tener una vida mejor. El episodio luego salta a los Van De Kamp, quienes arropan a su nuevo hijo. William mira su móvil pero ya no puede moverlo telequinéticamente, un evento que sucedió en «Nothing Important Happened Today».

## Producción

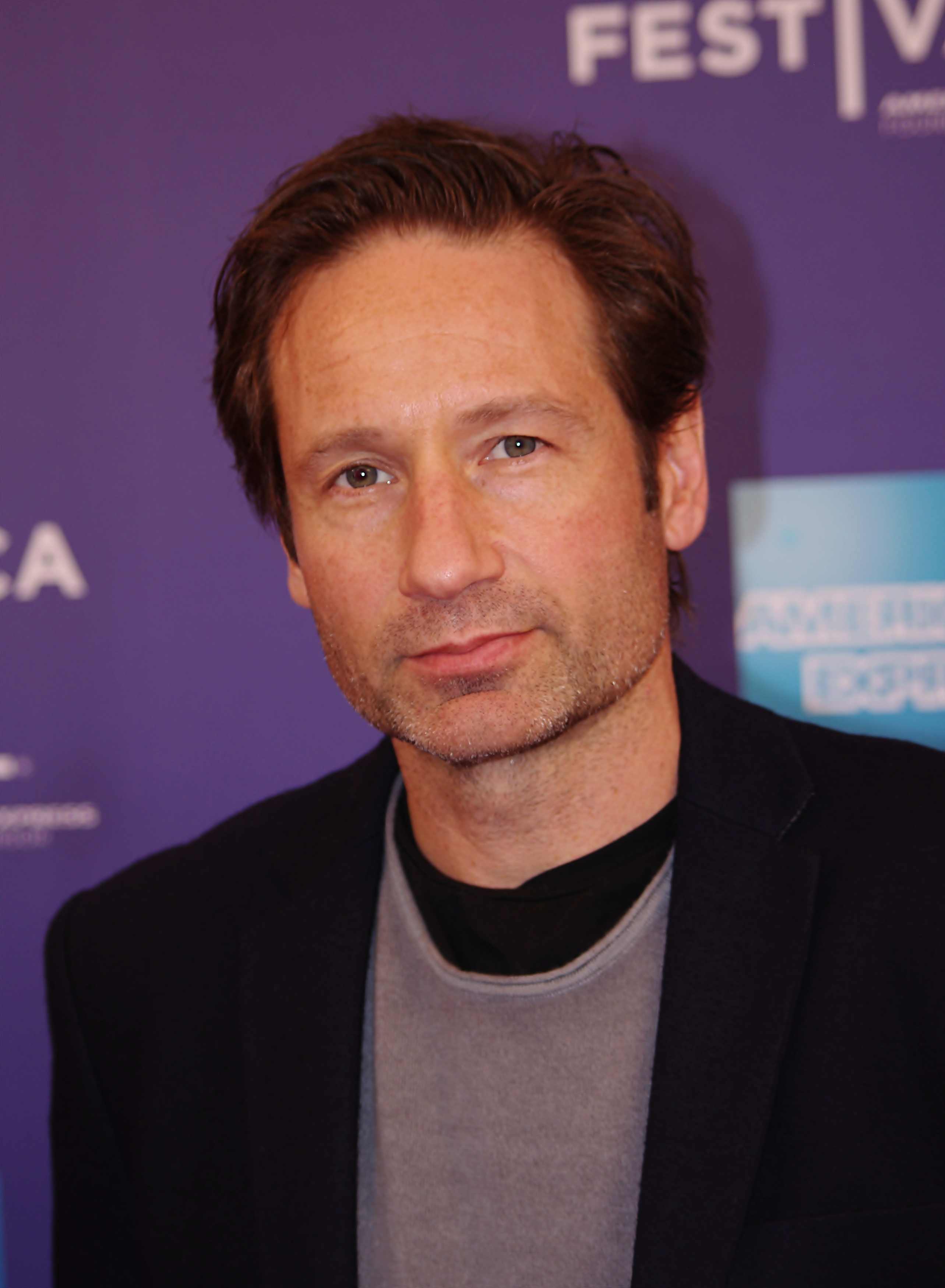
«William» contó con el regreso de David Duchovny a la serie.

La historia de «William» fue escrita por el ex coprotagonista de la serie David Duchovny, el creador de la serie Chris Carter y el productor ejecutivo Frank Spotnitz; el guion fue escrito únicamente por Carter y la entrada fue dirigida por Duchovny. «William» marcó el regreso de David Duchovny, en cierta medida, a la serie, después de su partida tras el final de la octava temporada «Existence». De hecho, Duchovny hace un cameo en el episodio, apareciendo como un reflejo en el ojo de Scully.
La génesis del episodio fue una historia que Duchovny había desarrollado durante la octava temporada de la serie. Originalmente había propuesto una idea en la que una persona misteriosamente desfigurada se presentaba a Scully y admitía que tiene una conexión con Mulder. Según se informa, la idea de Scully de dar a William en adopción fue ordenada por Carter y Spotnitz. Duchovny, Anderson y el productor ejecutivo John Shiban no estaban contentos con este giro de los acontecimientos, debido a que eran padres y sentían que la acción no era realista. Al final, «consintieron a regañadientes».
Tres años después de que Spender fuera eliminado de la serie, en el episodio de la sexta temporada «One Son», y el actor Chris Owens se mudara a Toronto, Ontario, en Canadá, Owens recibió una llamada telefónica inesperada de David Duchovny, quien dijo que el equipo de producción de The X-Files estaba filmando el final de la serie, así como otro episodio al final de la temporada, y que quería traer de vuelta a Spender para estos dos episodios. Duchovny le aseguró a Owens que la supervivencia de Spender se explicaría a través de la trama de una inyección extraterrestre, pero mencionó que la experiencia no sería divertida para Owens, ya que estaría «bajo toda esa mierda»; Owens no se dio cuenta de lo que significaba Duchovny hasta que llegó al estudio y vio personalmente el maquillaje para la apariencia desfigurada de Spender, una visión que sorprendió a Owens.

## Emisión y recepción
«William» se emitió originalmente en la cadena Fox el 28 de abril de 2002. La emisión inicial del episodio fue vista por aproximadamente 6,1 millones de hogares, y 9,3 millones de espectadores. «William» obtuvo una calificación Nielsen de 5,8, lo que significa que aproximadamente el 5,8 por ciento de todos los hogares equipados con televisión sintonizaron el episodio. Fue el quincuagésimo episodio de televisión más visto de los emitidos durante la semana que finalizó el 28 de abril. El episodio se incluyó en The X-Files Mythology, Volume 4 - Super Soldiers, una colección de DVD que contiene entregas relacionadas con la saga de los «supersoldados» extraterrestres.
El episodio recibió críticas mixtas de los críticos de televisión. Jessica Morgan de Television Without Pity le dio al episodio una calificación A−. John Keegan de Critical Myth le dio al episodio una crítica muy positiva y le otorgó un 8 sobre 10. Escribió: «En general, este fue un episodio de mitología desigual pero muy agradable, mucho mejor que el episodio que parece haberlo generado (“Trustno1”)  [sic]. Espero cualquier trabajo de dirección/escritura que David Duchovny pueda hacer en el futuro. Y si esto es lo último que vemos de William, bueno, ¡no me voy a quejar! Aún así, a estas alturas, Carter y Spotnitz deberían saber cómo escribir un episodio teniendo en cuenta las limitaciones de tiempo».
Otras críticas no fueron tan positivas. Robert Shearman y Lars Pearson, en su libro Wanting to Believe: A Critical Guide to The X-Files, Millennium & The Lone Gunmen, calificaron el episodio con tres estrellas de cinco. Los dos criticaron la idea de que Scully daría a su hijo en adopción basándose únicamente en la palabra de Jeffrey Spender, y señalaron que «si no iba a darlo por el bien de su propia protección después de que un culto ovni lo secuestrara [en “Provenance”/“Providence”], entonces, ¿por qué debería hacerlo porque de todas las personas Jeffrey Spender aparece y le informa que está bajo amenaza?». Shearman y Pearson, sin embargo, elogiaron la actuación de Chris Owens y escribieron que hizo un «gran trabajo». Tom Kessenich, en su libro Examinations, escribió una crítica en gran parte negativa del episodio y se burló de su trama. Criticó duramente la idea de que Scully ofrecería a William en adopción. Sin embargo, Kessenich elogió la dirección de Duchovny y señaló que «[él] hizo un trabajo magistral al atraerme de vuelta a este mundo de The X-Files». Aaron Kinney de Salon escribió que el episodio «arruinó toda» la subtrama del bebé William. M.A. Crang, en su libro Denying the Truth: Revisiting The X-Files after 9/11, elogió la decisión de concluir la trama secundaria de William, pero calificó la conclusión del episodio como «tristefeliz».